# ルインズ 廃墟の奥へ
『ルインズ 廃墟の奥へ』（ルインズ はいきょのおくへ、原題：The Ruins）は、スコット・スミスによるアメリカ合衆国のホラー小説。2006年7月18日より初版発売された（ISBN 1-4000-4387-5）。原作者の衝撃的なデビュー作『シンプル・プラン』の後の第2作目である。メキシコの酷暑のジャングルの奥地にある廃墟へ冒険に出すという恐怖と絶望的な心理をいたミステリー・ホラー作品。
日本では2008年2月29日に扶桑社（扶桑社ミステリー）より上・下巻を分けて同時に発売されている。日本語版の翻訳は近藤純夫が担当する。
- 上巻 ISBN 978-4-594-05605-6
- 下巻 ISBN 978-4-594-05606-3

2008年に映画化され、日本では『パラサイト・バイティング 食人草』という邦題で公開された。